# Liciniano (usurpador)
Julio Valente Liciniano (en latín Iulius Valens Licinianus, ejecutado en 250) fue un usurpador romano en el año 250, durante la crisis del siglo III.
Por lo que se sabe, Liciniano era senador. Tenía el apoyo del Senado romano y de una parte del pueblo, por lo que intentó usurpar el poder al emperador del momento, Decio, quien se encontraba luchando en la guerra contra los Godos.
Sin embargo, Valeriano, quien había sido dejado a cargo de Roma por Decio, no tuvo muchas dificultades en suprimir la rebelión, con la subsecuente ejecución de Liciniano.
El historiador romano tardío Aurelio Víctor, quien vivió un siglo después de estos hechos, sugiere que Liciniano era la misma persona que Valens Senior, quien usurpó lae púrpura en Roma durante la ausencia del emperador Decio en la guerra contra los godos (250), pero fue inmediatamente ejecutado.